# پوزم
پوزم (به انگلیسی: Poozeum) موزه‌ای در ویلیامز، آریزونا، ایالات متحده است که مدفوع‌های فسیل شده را نگهداری می‌کند و نمایش می‌دهد. این موزه در سال ۲۰۱۴ به عنوان یک وب سایت و یک مرکز نگهداری مدفوع دایناسورها توسط جورج فراندسن، که صاحب بزرگ‌ترین مجموعه مدفوع در جهان است، تأسیس شد.
پوزم شامل ۸۰۰۰ قطعه مدفوع است؛ از جمله بزرگ‌ترین مدفوع کشف‌شده توسط یک گوشت‌خوار که ۹٫۲۸ کیلوگرم (۲۰٫۵ پوند) وزن دارد و گمان می‌رود از تیرانوسوروس باشد.

## تاریخچه
جورج فراندسن، بنیان‌گذار پوزیوم، در ۱۸ سالگی جمع‌آوری مدفوع را آغاز کرد و نخستین قطعه مدفوع فسیل‌شده‌اش را از یک فروشگاه سنگ و فسیل در موآب، یوتا خریداری کرد. او پس از سپری شدن چندین سال، مجموعه خود را گسترش داد و تا سال ۲۰۱۶ دارای ۱۲۷۷ نمونه شد و به عنوان بزرگ‌ترین مجموعه در نوع خود در جهان شناخته شد. وی رکورد جهانی گینس را به نام خود ثبت کرد. تا سال ۲۰۲۱، این مجموعه به ۵۰۰۰ مدفوع افزایش یافت. برای تمایز مدفوع‌ها از سنگ‌ها، فراندسن شکل، اندازه، بافت سطحی، محتویات، اجزاء، مکان، و شیمی آنها را بررسی می‌کند.
پوزم به عنوان یک گالری آنلاین در سال ۲۰۱۴ تأسیس شد. فراندسن، که در آن زمان در فلوریدا مستقر بود، همچنین آثار مشترک خود را به عنوان یک نمایشگاه سیار به موزه‌ها قرض داد. در سال ۲۰۲۴، فرندسن کار شرکتی خود را ترک کرد، خانه خود را فروخت و به آریزونا نقل مکان کرد تا یک موزه حقیقی برای این مجموعه باز کند. پوزم در ویلیامز، آریزونا، در امتداد مسیر ۶۶، در ۱۸ می ۲۰۲۴ افتتاح شد. ورود به موزه برای عموم آزاد است.

## مجموعه
پوزم تعداد ۸۰۰۰ مدفوع را در خود جای داده است. این شامل مدفوع‌هایی است که قدمت آنها به ۱۰۰۰۰ سال پیش تا ۴۰۰ میلیون سال پیش می‌رسد. اندازه مدفوع‌ها از نمونه‌های کوچک به اندازه سنگریزه تا یک غول‌پیکر با وزن بیش از ۹ کیلوگرم (۲۰ پوند) متغیر است. این مجموعه شامل مدفوع‌های تمساح و همچنین دایناسورها است.
این موزه شامل یک مدفوع تایتانوسور است که طول آن ۴ فوت (۱٫۲ متر) است. جدای از مجموعه مدفوع‌ها، این موزه دارای مجسمه برنزی از تیرانوسوروس رکس است که روی توالت نشسته است. این مجسمه که استینکر نام دارد، اشاره‌ای به تندیس اندیشه‌گر اثر آگوست رودن است.

## محتویات
بسیاری از مدفوع‌ها به‌خاطر گنجایش‌هایشان، که از قطعات فسیل‌شده کوچکی از غذا یا مواد مصرف‌شده حیوان تشکیل شده‌اند، قابل توجه هستند. این مواد ممکن است شامل استخوان، فلس‌ها، باله‌ها، دندان‌ها، پنجه‌ها، قطعات گیاهی، انگل‌ها، ساختارهای سلولی و حتی آثاری از بافت عضلانی باشند. مدفوع‌ها منحصر به فرد هستند و عمدتاً از فسفات، کلسیم، سیلیکات و مقدار کمی ماده آلی تشکیل شده‌اند. مدفوع‌ها بینش مستقیمی در مورد رژیم غذایی، رفتارها و محیط موجودات ماقبل تاریخ ارائه می‌دهند. قابل توجه است که مدفوع‌ها را می‌توان در هر قاره روی زمین یافت که در اشکال و اندازه‌های مختلف وجود دارند.
- مدفوعی از دوره میوسن با وزن ۱٫۰۵۶ کیلوگرم (۲٫۳۳ پوند)
- گرانبها، یک مدفوع فسیل‌شده ۱.۹۲ کیلوگرمی که در صورت خم نشدن بیش از ۲۵۴ میلی‌متر طول خواهد داشت.
- مدفوع دارای یک استخوان انگشت کامل از لپتومریکس (Leptomeryx)، یک نشخوارکننده کوچک گوزن‌مانند
- مدفوع با علائم گزیدگی مشخص، احتمالاً از یک ماهی گار پیشاتاریخ